# Суслівка (Кам'янський район)
Су́слівка — село в Україні, у Кам'янському районі Дніпропетровської області. Населення за переписом 2001 року складало 138 осіб. Входить до складу Верхньодніпровської міської громади. Раніше було підпорядковане Дніпровокам'янській сільській раді.

## Географія

Урочище Балка Гостра

Село знаходиться на правому березі Кам'янського водосховища, вище за течією примикає село Дніпровокам'янка, за 4 км нижче за течією розташоване село Бородаївка.

## Пам'ятки
Поблизу села знаходиться ботанічний заказник місцевого значення Урочище Балка Гостра.

## Населення

### Мова
Розподіл населення за рідною мовою за даними перепису 2001 року:
| Мова            | Відсоток |
| --------------- | -------- |
| українська      | 90,6 %   |
| російська       | 8,7 %    |
| інші/не вказали | 0,7 %    |